# Лямбда Геркулеса
Лямбда Геркулеса (лат. λ Herculis), 76 Геркулеса (лат. 76 Herculis), HD 158899 — двойная звезда в созвездии Геркулеса на расстоянии приблизительно 384 световых лет (около 118 парсек) от Солнца. Возраст звезды определён как около 3,98 млрд лет.

## Характеристики
Первый компонент — оранжевый гигант спектрального класса K3III, или K3, или K3,5III, или K4III, или K0. Видимая звёздная величина звезды — +4,392m. Масса — около 3,347 солнечных, радиус — около 39,151 солнечных, светимость — около 479,891 солнечных. Эффективная температура — около 4156 K.
Второй компонент — коричневый карлик. Масса — около 18,44 юпитерианских. Удалён в среднем на 2,237 а.е..